# Иван Попфилипов
Иван Попфилипов, български офицер, загинал в боевете край Чаталджа през Балканската война 1912 г.

## Биография
Иван Филипов е роден на 17 юни 1872 година в село Ениджия, Одринска Тракия. Учи в родното си село, Лозенград и Одрин. Завършва в 1891 година с шестия випуск Солунската българска мъжка гимназия.. През 1894 завършва военното училище в София. По време на Балканската война е командир на батарея в 9-и артилерийски полк, взема участие в обсадата на Одрин и битката при Чаталджа, където загивана на 4 ноември 1912 година. Погребан е в двора на църквата „Свети Георги“ в Чаталджа..